# Васильєв Олександр Модестович
Олександр Модестович Васильєв (нар. 3 вересня 1959, с. Задор'є, Калінінська область) — український підприємець, футбольний функціонер, політик. Генеральний директор ВАТ «Кримтеплиця». Президент футбольного клубу «Кримтеплиця». Депутат Верховної Ради Криму скликань 2006 і 2010 років. Член Партії регіонів.